# Kent Ford
William Kent Ford Jr. (* 8. April 1931 in Clifton Forge, Virginia; † 18. Juni 2023) war ein US-amerikanischer Astronom. Er leistete wesentliche Beiträge zur Entdeckung Dunkler Materie mit Vera Rubin.

## Leben
Ford studierte an der Washington and Lee University mit dem Bachelorabschluss 1953 und an der University of Virginia mit dem Masterabschluss in Physik 1955 und der Promotion 1957. Danach war er bis 1990 an der Carnegie Institution (Department of Terrestrial Magnetism, Washington, D.C.) als Astronom. 1973/74 war er Visiting Resident Scientist am Kitt-Peak-Nationalobservatorium. Ab 1981 war er Adjunct Staff Member am Mount-Wilson-Observatorium und Las-Campanas-Observatorium.
Er befasste sich mit astronomischen Instrumenten und elektronischer Bildverstärkung und Beobachtung von Galaxien (Rotation, Rotverschiebung). Mitte der 1960er Jahre hatte er ein Spektroskop entwickelt, das mit damals modernster elektronischer Bildverstärkung versehen war und so auch Regionen von Galaxien beobachten konnte. Damit untersuchten er und Vera Rubin die Rotationsgeschwindigkeit von Regionen mit ionisiertem Wasserstoff (H-II-Gebiete) abhängig vom Abstand vom Zentrum in der Andromeda-Galaxie. Sie konnten aber zu ihrer Überraschung keine Änderung der Rotationsgeschwindigkeit feststellen (siehe Rotationskurve). Dasselbe zeigte sich auch bei anderen Galaxien. Schließlich interpretierte Rubin dies als Folge eines Halos dunkler Materie in den Galaxien. Die Beobachtungen wurden an verschiedenen Observatorien vorgenommen (wobei der Spektrograph stets mitgeführt wurde), u. a. am Kitt-Peak-Nationalobservatorium.
1985 erhielt er die James Craig Watson Medal der National Academy of Sciences für seine Arbeit auf dem Gebiet der Bildverstärkung und Galaxien-Dynamik, die wesentlich zur Charakterisierung dunkler Materie in Galaxien beitrug (Laudatio).

## Schriften
Zu Dunkler Materie aus den Beobachtungen der Verteilung der Rotationsgeschwindigkeit von Galaxien:
- mit Vera Rubin: Rotation of the Andromeda Nebula from a Spectroscopic Survey of Emission Regions,Astrophysical Journal, Band 159, 1970, S.  379 (erste Beobachtungen an Andromeda)
- mit Vera Rubin, N. Thonnard: Rotational Properties of 21 Sc Galaxies with a Large Range of Luminosities and Radii from NGC 4605 (R=4kpc) to UGC 2885 (R=122kpc), Astrophys. J., Band  238, 1980, S. 471 (Daten weiterer Spiralgalaxien)
- mit D. Burstein, Vera Rubin, N. Thonnard: Rotation Velocities of 16 Sa Galaxies and a Comparison of Sa, Sb, and Sc Rotation Properties, Astrophysical Journal, Band 289, 1985, S. 81 (Daten von rund 60 Galaxien)